# Denkmalgeschützte Objekte im Bezirk Voitsberg
Im Bezirk Voitsberg bestehen 128 denkmalgeschützte Objekte. Die unten angeführte Liste führt zu den Gemeindelisten und gibt die Anzahl der Objekte an.
| Gemeindeliste               | Objektanzahl |
| --------------------------- | ------------ |
| Bärnbach                    | 8            |
| Edelschrott                 | 5            |
| Geistthal-Södingberg        | 5            |
| Hirschegg-Pack              | 7            |
| Kainach bei Voitsberg       | 6            |
| Köflach                     | 20           |
| Krottendorf-Gaisfeld        | 3            |
| Ligist                      | 10           |
| Maria Lankowitz             | 16           |
| Mooskirchen                 | 6            |
| Rosental an der Kainach     | 3            |
| Sankt Martin am Wöllmißberg | 4            |
| Söding-Sankt Johann         | 10           |
| Stallhofen                  | 6            |
| Voitsberg                   | 19           |